# Tampere
Tampere (finnül Tampereen kaupunki) (svédül Tammerfors) város Finnország déli részén. 2011-ben 223 292 lakosa volt az elővárosokkal együtt 330 711 fő, a Tamperei régió pedig 364 000 fő. 2014-ben Tampere volt a harmadik legnépesebb város Finnországban Helsinki és Espoo mögött.
Tampere két tó, a Näsijärvi és a Pyhäjärvi közé ékelődik be. Mivel a két tó vízszintje mintegy 18 méterrel eltér, az őket összekötő Tammerkoski vízesés fontos energiaforrás volt a történelem folyamán. Ipari múltja miatt Tamperét szokták „Finnország Manchestere” néven emlegetni, ebből származik a finn „Manse” ragadványnév és az olyan kifejezések, mint „Manserock”.
Tampere 173 kilométerre fekszik Helsinkitől, és vonattal másfél, gépkocsival 2 óra alatt érhető el. Turkutól nagyjából ugyanilyen távolságra van. A Tampere–Pirkkala repülőtér az ország harmadik legforgalmasabb repülőtere, amely évente 200 000 utast szolgál ki.

## Nevének eredete
Noha Tampere nevét a Tammerkoski vízesésről kapta (a város és a zuhatag neve svéd nyelven egyaránt Tammerfors), a név Tammer- előtagjának eredete eléggé vitatott. Az egyik elmélet szerint a malomgát jelentésű svéd damber szóból származik; a másik szerint az óskandináv þambr (vastagöblű) és þambion (dagadt has) szavakból, amelyek feltehetőleg a vízesés alakjára utalnak. Megint más elmélet szerint a név eredete a svéd Kvatemberdagar, a köznyelvben Tamperdagar, jelentése kántorböjt a nyugati keresztény egyházi naptárban. Szóba jött a tölgy szó finn megfelelője, a tammi is, noha Tampere kívül esik az európai tölgy természetes előfordulási helyén.

## Története

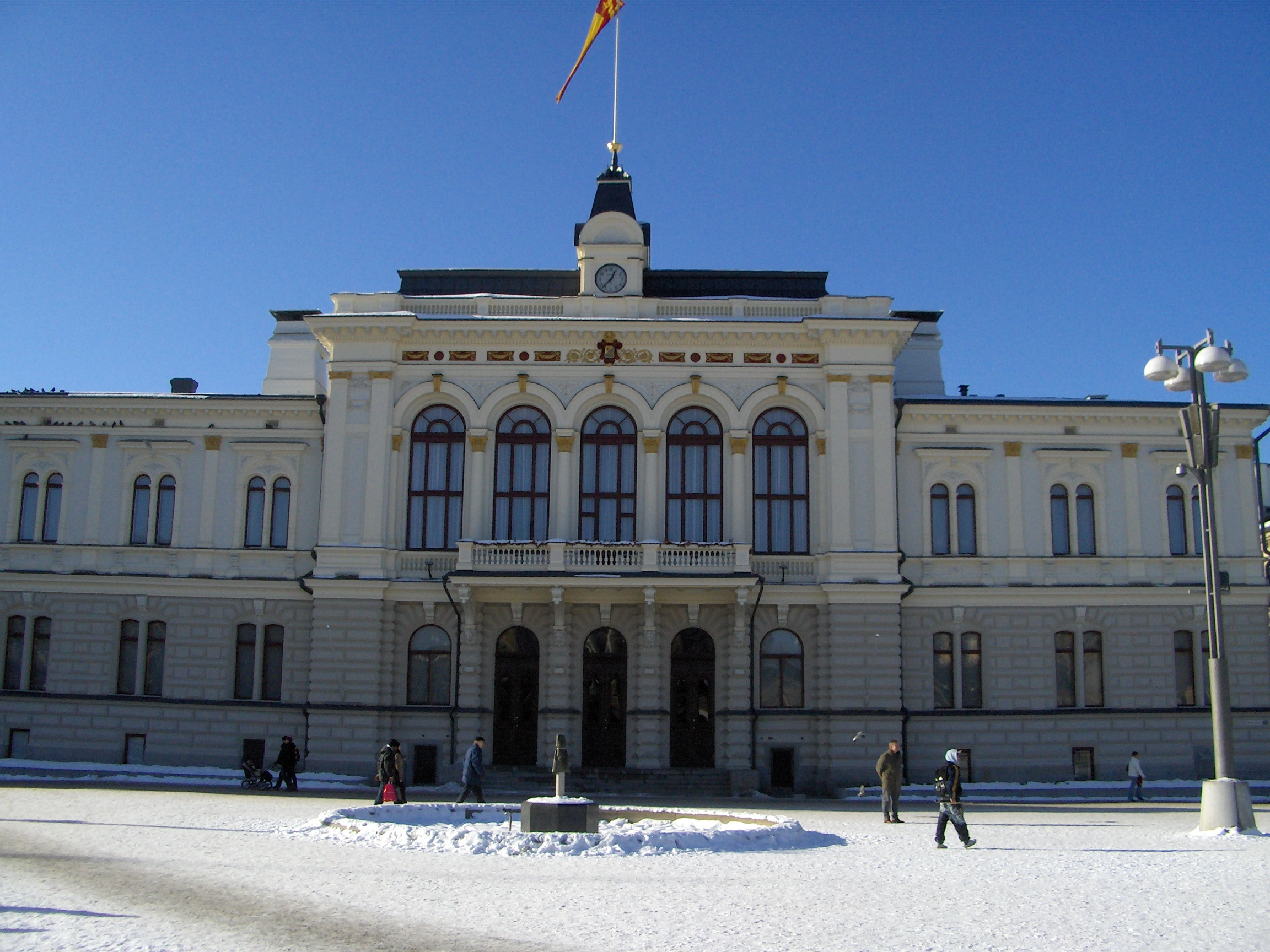
A tamperei városháza

Tamperét kereskedőtelepülésként alapította III. Gusztáv svéd király 1779-ben a Tammerkoski folyó partján. Négy évvel később kapott városi rangot. Ebben az időben még meglehetősen kicsi település volt, még 1810-ben is csak 800-an lakták. 1819-ben I. Sándor orosz cár meglátogatta a várost, és 50 évre szabadvárosi jogot adományozott neki; ezt 1855-ben újabb 50 évre meghosszabbították.
A 19. században jelentős kereskedelmi és ipari központtá nőtte ki magát. Az első gyárat 1820-ban alapították. A század második felében már Finnország iparának majdnem a fele itt összpontosult. Itt kezdte meg működését az ország első munkásegylete, és 1905-ben itt volt az országos sztrájk központja. A finn polgárháború alatt a vörösök főhadiszállása volt. A fehérek 1918. április 3-ától 6-áig tartó harccal foglalták el.
Tampere egyre nőtt, és több környékbeli települést is hozzácsatoltak. Messukylä 1947-ben, Lielahti 1950-ben, Aitolahti 1966-ban, Teisko 1972-ben lett a város része.
Tampere elsősorban a textil- és acéliparról volt ismert, de ezek helyét az 1990-es években a telekommunikáció és információtechnológia ipara vette át. Több cégnek is van székhelye a Hermiában Hervantában, ami egy lakótelepes városrész, „Finnország Szilícium-völgye”.

## Népességének alakulása
Érdekes módon a várost az 1970-es évek gazdasági átalakulása ellenére sem érintette az elvándorlás illetve az ebből eredő népességcsökkenés. Mindazonáltal a népesség növekedése megakadt ebben az időszakban, valamint a polgárháború alatt is.
| 1820 – 1904 - 1820 – 1000 - 1850 – 4000 - 1876 – 12 100 - 1881 – 13 800 - 1886 – 16 100 - 1889 – 18 100 - 1891 – 20 500 - 1896 – 26 700 - 1900 – 34 100 - 1904 – 40 261 | 1910 – 1987 - 1910 – 45 100 - 1915 – 45 200 - 1926 – 51 700 - 1941 – 81 000 - 1960 – 132 673 - 1970 – 158 380 - 1975 – 166 338 - 1978 – 165 519 - 1980 – 166 228 - 1983 – 167 344 - 1985 – 169 026 - 1987 – 170 533 | 1990 – 2003 - 1990 – 172 560 - 1993 – 176 149 - 1995 – 182 742 - 1996 – 186 026 - 1997 – 188 726 - 1998 – 191 254 - 1999 – 193 174 - 2000 – 195 468 - 2001 – 197 774 - 2002 – 199 823 - 2003 – 200 980 - 2004 – 202 932 |

2002. december 31-én a város 199 823 lakója közül 104 540 fő azaz 52,3% nő és 95 283 fő azaz 47,7% férfi volt. Tampere lakóinak 0,5%-a volt svéd nyelvű.

## Földrajz
Tampere Pirkanmaa régió része, körülötte helyezkednek el Kangasala, Kuru, Lempäälä, Nokia, Orivesi, Pirkkala, Ruovesi és Ylöjärvi települések.
A város Helsinkitől északnyugatra 173 km távolságra fekszik. A legnagyobb hőmérséklet +29,8 °C, a legalacsonyabb hőmérséklet –26,4 °C.
Két tó, a Näsijärvi és a Pyhäjärvi között található. Mivel a két tó közti szintkülönbség 18 méter, a köztük lévő gyors folyású Tammerkoski folyó régóta hasznos erőforrás, ma elektromosságot termelnek vele.
Összes területe 690,6 km², ebből 522,7 km² szárazföld és 167,9 km² vízfelület.

### Éghajlata
Tampere éghajlata átmenet a nedves kontinentális és a boreális éghajlat között. A telek hidegek, és novembertől márciusig az átlagos hőmérséklet 0 °C alatt van.
| Hónap                                    | Jan.  | Feb.  | Már.  | Ápr.  | Máj. | Jún. | Júl. | Aug. | Szep. | Okt.  | Nov.  | Dec.  | Év    |
| ---------------------------------------- | ----- | ----- | ----- | ----- | ---- | ---- | ---- | ---- | ----- | ----- | ----- | ----- | ----- |
| Rekord max. hőmérséklet (°C)             | 8,0   | 9,4   | 14,9  | 24,2  | 28,4 | 31,7 | 32,5 | 31,8 | 24,8  | 18,4  | 11,1  | 9,6   | 32,5  |
| Átlagos max. hőmérséklet (°C)            | −3,4  | −3,5  | 1,2   | 8,2   | 15,4 | 19,5 | 22,2 | 19,9 | 14,0  | 7,5   | 1,5   | −1,9  | 8,5   |
| Átlaghőmérséklet (°C)                    | −6,4  | −6,9  | −2,8  | 3,3   | 9,7  | 14,1 | 16,9 | 15,0 | 9,8   | 4,6   | −0,6  | −4,5  | 4,4   |
| Átlagos min. hőmérséklet (°C)            | −9,7  | −10,6 | −6,6  | −1,3  | 3,8  | 8,6  | 11,7 | 10,4 | 5,9   | 1,9   | −3,0  | −7,6  | 0,4   |
| Rekord min. hőmérséklet (°C)             | −35,8 | −31,8 | −29,1 | −14,8 | −7,2 | −3,0 | 1,5  | −0,4 | −7,0  | −16,4 | −21,9 | −33,0 | −35,8 |
| Átl. csapadékmennyiség (mm)              | 41    | 29    | 31    | 32    | 41   | 66   | 75   | 72   | 58    | 60    | 51    | 42    | 598   |
| Átl. páratartalom (%)                    | 90    | 87    | 82    | 70    | 63   | 66   | 69   | 76   | 82    | 87    | 91    | 92    | 80    |
| Forrás: Finnish Meteorological Institute |       |       |       |       |      |      |      |      |       |       |       |       |       |

## Gazdaság és infrastruktúra
A korábbi iparágakat (textil, cipő-, bőr-, papír- és faipar) jórészt elnyomták az újak. 2001-ben a legtöbben a fém- és elektronikai iparban dolgoztak.
1980 és 2001 között az iparban foglalkoztatottak részaránya 42,1%-ról 27,1%-ra esett vissza, miközben a szolgáltató szektorban 53,9%-ról 70,9%-ra nőtt.
A munkanélküliségi ráta előnytelenül alakult. Míg 1970-ben csak 1,5% volt, az 1990-es évek elején bekövetkezett gazdasági válság hatására 2001-ben 13,7% volt a 9,2%-os finnországi átlaggal szemben.

### Közlekedés

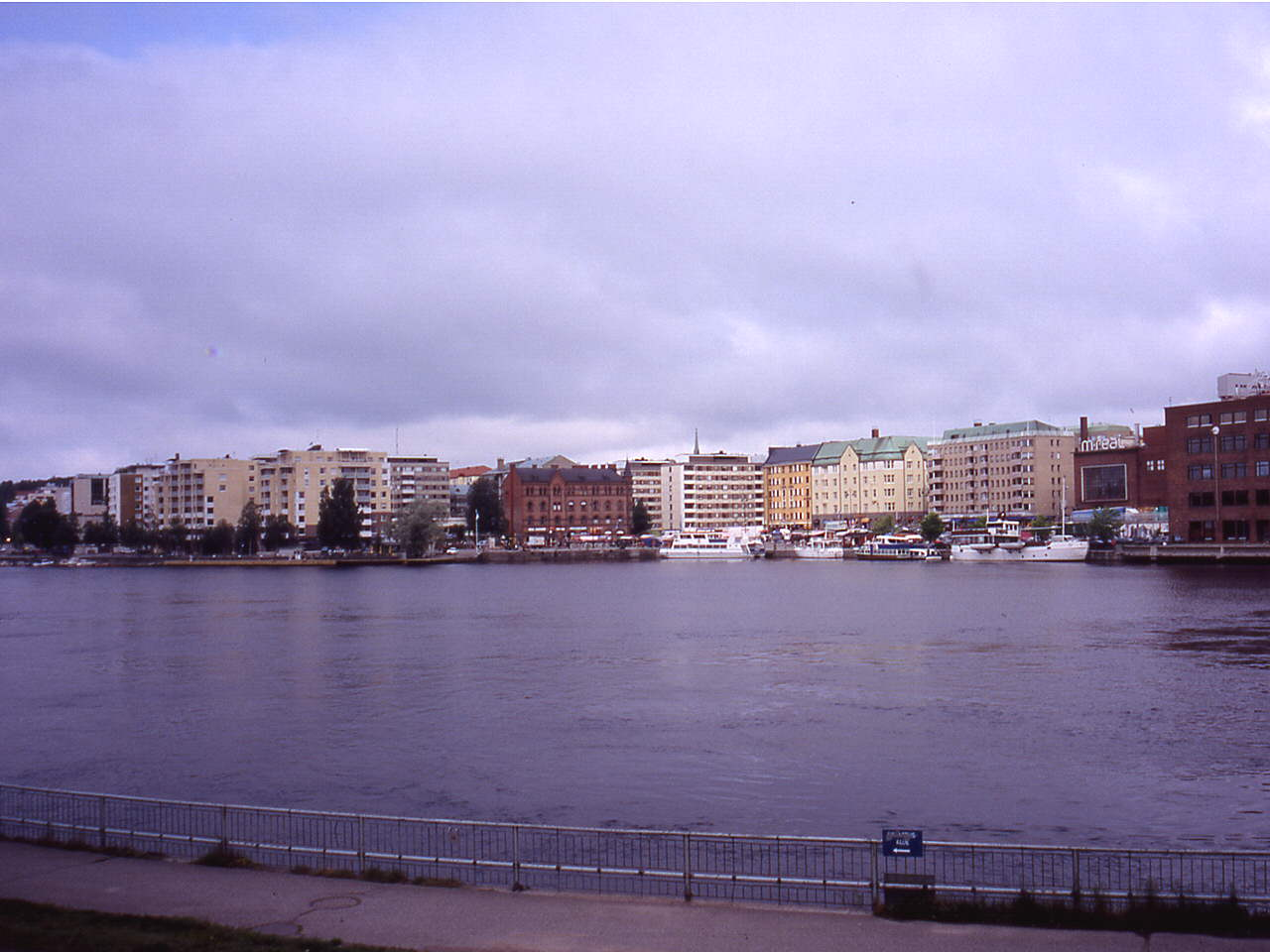
A Pyhäjärvi kikötő

Helsinki mellett Tampere Finnország legfontosabb közlekedési csomópontja. 2002-ben 1000 lakosra 381 személygépkocsi jutott.
2000. októberben adták át a Helsinki felé vezető autópálya utolsó szakaszát. Ez az E12 európai út része, amelyhez Helsinkinél az E63-as csatlakozik.
Tamperének két kikötője van, az egyik a Pyhäjärvin, a másik a Näsijärvin. Maga a Tammerkoski nem hajózható.
A várostól délkeletre, Pirkkalában található a Tampere–Pirkkala repülőtér, ahonnan Ryanair, Flybe Nordic és SAS-járatok indulnak.
Vasúton Helsinki kevesebb mint másfél óra alatt elérhető a VR által üzemeltetett VR Sm3 sorozatú vonatokkal, a menetrend szerint 200 km/h sebességet elérő Pendolinókkal. A Tampere vasútállomáson autók felrakására alkalmas rakodóhely is található. Teherforgalmi pályaudvar Viinikkában található.
A város területén 27 vonalból álló buszhálózat működik; a vonalak hossza összesen 370,5 kilométer. 2002-ben 160 városi buszt állítottak forgalomba. Távolsági buszok indulnak majdnem mindegyik finn városba. 1948 és 1976 között a városnak trolibusz-hálózata is volt, országos viszonylatban a legnagyobb.
A villamos építését 2016-ban kezdték el, megnyitása 2021. augusztus 9-én volt. A 238,8 millió eurós beruházás (járművekkel együtt 342 millió euró) eredménye egy 56,7 kilométeres hálózat lesz, amelyből 2,7 kilométer alagúton halad át.

### Vállalatok

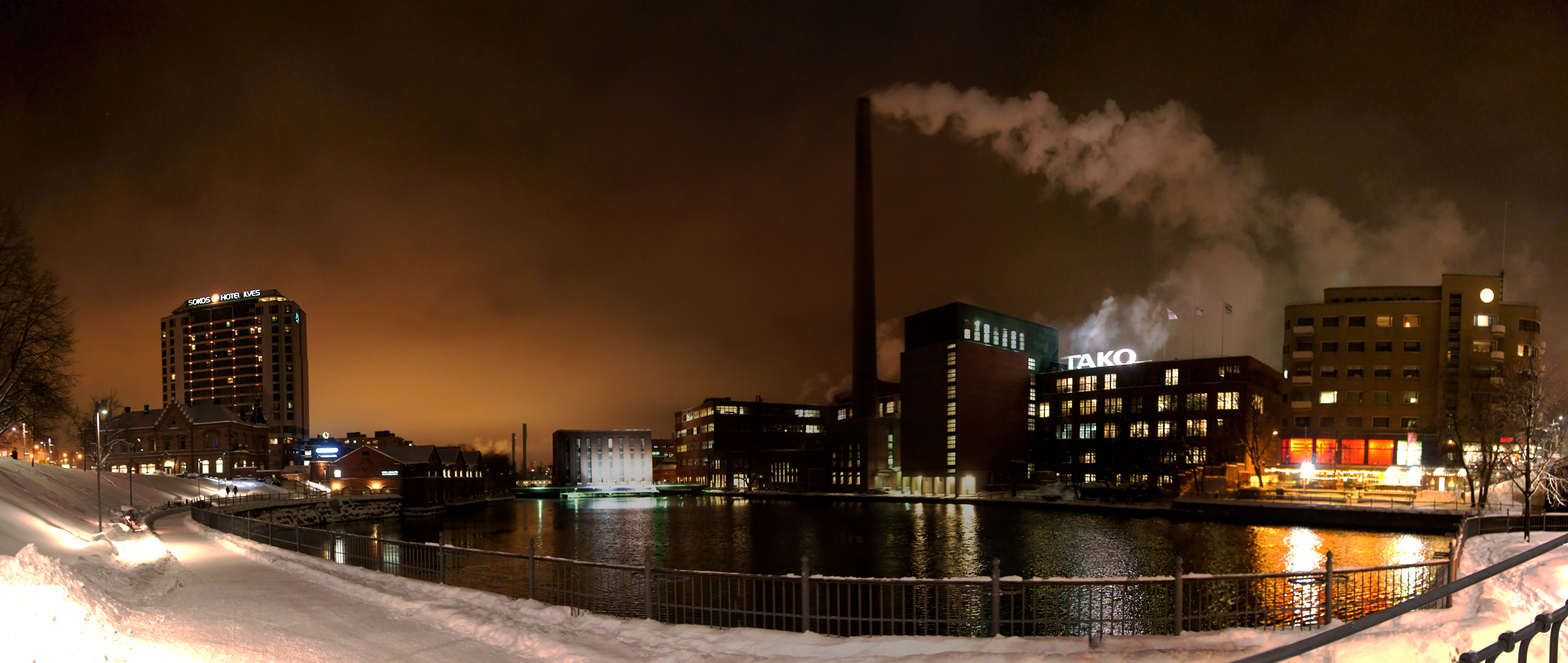
A Tako papírgyár

Tampere több high-tech cég központja. Emellett hagyományos iparágakban tevékenykedő vállalatok is megtalálhatóak, például a Metsä-Board-Tako papírgyár a városközpontban, a Bronto-Skylift vagy a Glaston gépgyár.

### Média
Tampere első rádióadója az 1920-as évek elején kezdett sugározni. Ma a városban található a közszolgálati YLE TV2.
A legnagyobb példányszámú napilap az Aamulehti.

### Oktatás

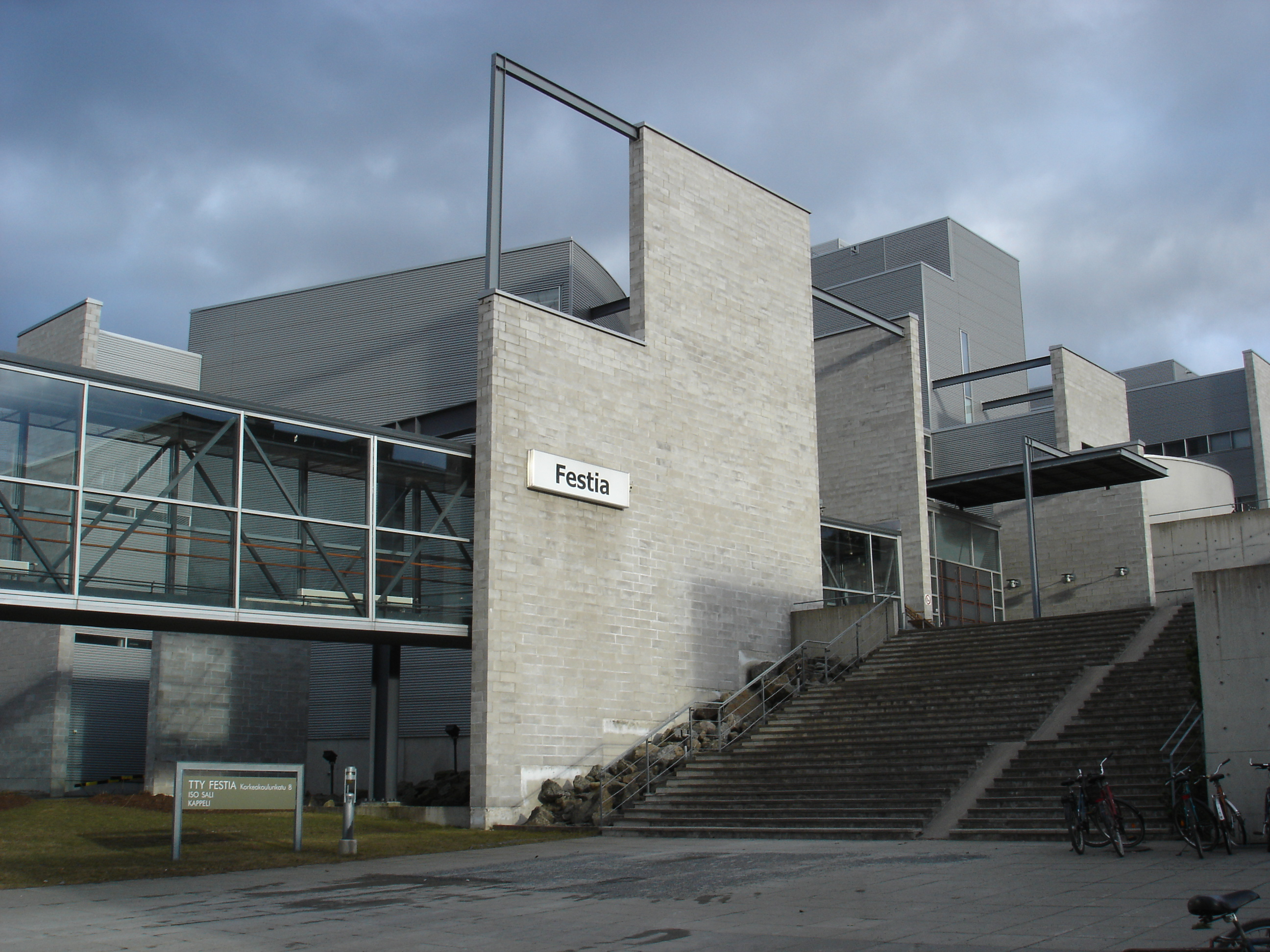
A Tamperei Műszaki Egyetem „Festia” épülete

A 2002/2003-as iskolai évben a városban 57 általános iskola és 10 gimnázium működött.
Tamperének két egyeteme van; a Tamperei Egyetem és a Tamperei Műszaki Egyetem egyaránt 13 000 hallgatóval. Az 1925-ben alapított Tamperei Egyetem a városközpontban, a PIRAMK a város északi részén, a Tamperei Műszaki Egyetem pedig Hervanta városrészben található. Hervanta tipikus előváros, ahol a 11 000 lakás 26 000 lakója közül több mint 4500 diák. A városban van még két műszaki főiskola (ammattikorkeakoulu) is.

## Kultúra és látnivalók

### Színház

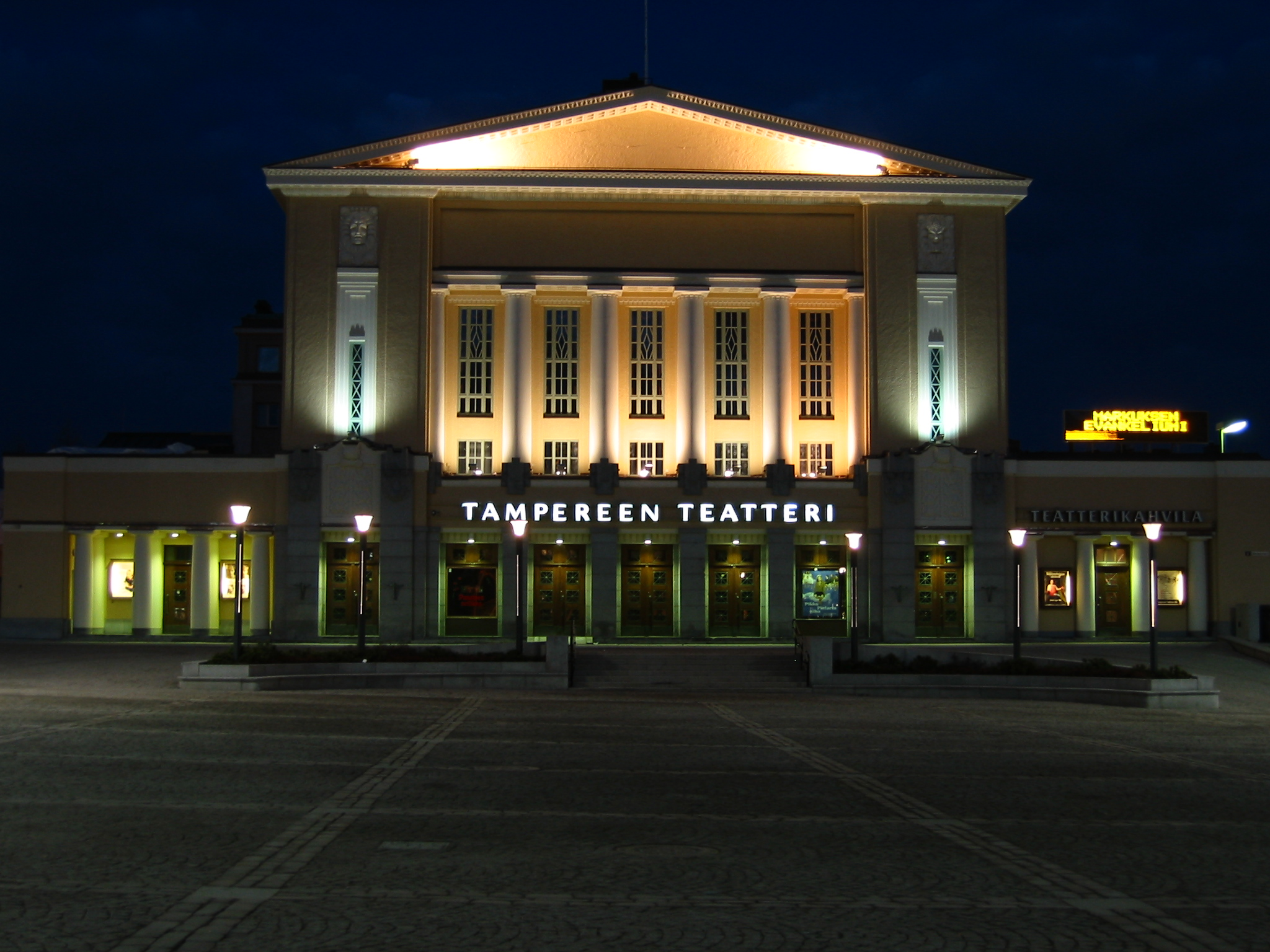
A Tamperei Városi Színház

Finnország leghíresebb szabadtéri színháza, a Pyynikin kesäteatteri, a Pyynikki parkban található. A forgatható nézőtér mindig a színpaddal párhuzamosan mozog.
A város két legfontosabb színháza azonban a TT-Színház néven ismert Tamperei Városi Színház, és a Tamperei Munkásszínház (TTT-Színház). Mindkét intézmény egyaránt játszik nemzetközi klasszikus darabokat és helyi ősbemutatókat. A Városi Színházat 1904-ben Kaarle Halme alapította, az épület Kauno Sankari Kallio tervei alapján 1913-ban épült fel, majd 1964-ben az úgynevezett Kisszínházzal bővítették.

### Múzeumok
A városban több művészeti múzeum is található: a Hiekka Szépművészeti Múzeum (Hiekan Taidemuseo), a Művészeti Múzeum (Taidenmuseo) és a Sara Hildén Művészeti Múzeum.
A Näsi-várban található az ország egyik legrégebbi múzeuma, a Hämei Múzeum, amelynek anyagát a Helsinki Egyetem hämei diákszövetségének diákjai gyűjtötték. A helytörténeti és néprajzi anyagok mellett egy Biblia-történeti kiállítás is látható itt. A Pirkankatu utcában található Természetrajzi Múzeum a környék és Finnország növény- és állatvilágát mutatja be.
A városban található egy Lenin-múzeum annak okán, hogy Lenin 1905-1907 közti száműzetése alatt a városban találkozott először Sztálinnal. A találkozás egykori színhelyéül szolgáló épületben van ma a múzeum. További múzeumok a városban egy Jéghokimúzeum, Tornamúzeum, Kémmúzeum, Baba- és ruhamúzeum, Rendőrmúzeum és Múmin múzeum.

### Zene
A Tampere-csarnok Észak-Európa legnagyobb kongresszus- és zenei központja; itt működik a Tamperei Filharmonikus Zenekar. A Tamperei Egyetem mellett található. Minden éve novemberében megrendezik a Tampere Jazz Happeninget, és minden második évben egymással váltakozva a Tamperei Kórusfesztivált és a Tamperei Biennálét.
A tamperei rockzene általános neve Manserock. A Manserock különösen népszerű volt az 1970-es és 1980-as években, amikor olyan előadók léptek fel, mint Juice Leskinen, Virtanen, Kaseva, Popeda és Eppu Normaali. 1977-ben alapították a Poko Records-ot, .
A 2010-es években számos könnyűzenei rendezvényre került sor, elsősorban rock és heavy metal jelleggel. Tampere nemzetközileg is ismert együttesei a Negative, Uniklubi és Lovex. Évente megrendezik a Tangó Világa fesztivált (Maailmantango) és a Tampere Beatles Happeninget.

### Építészet

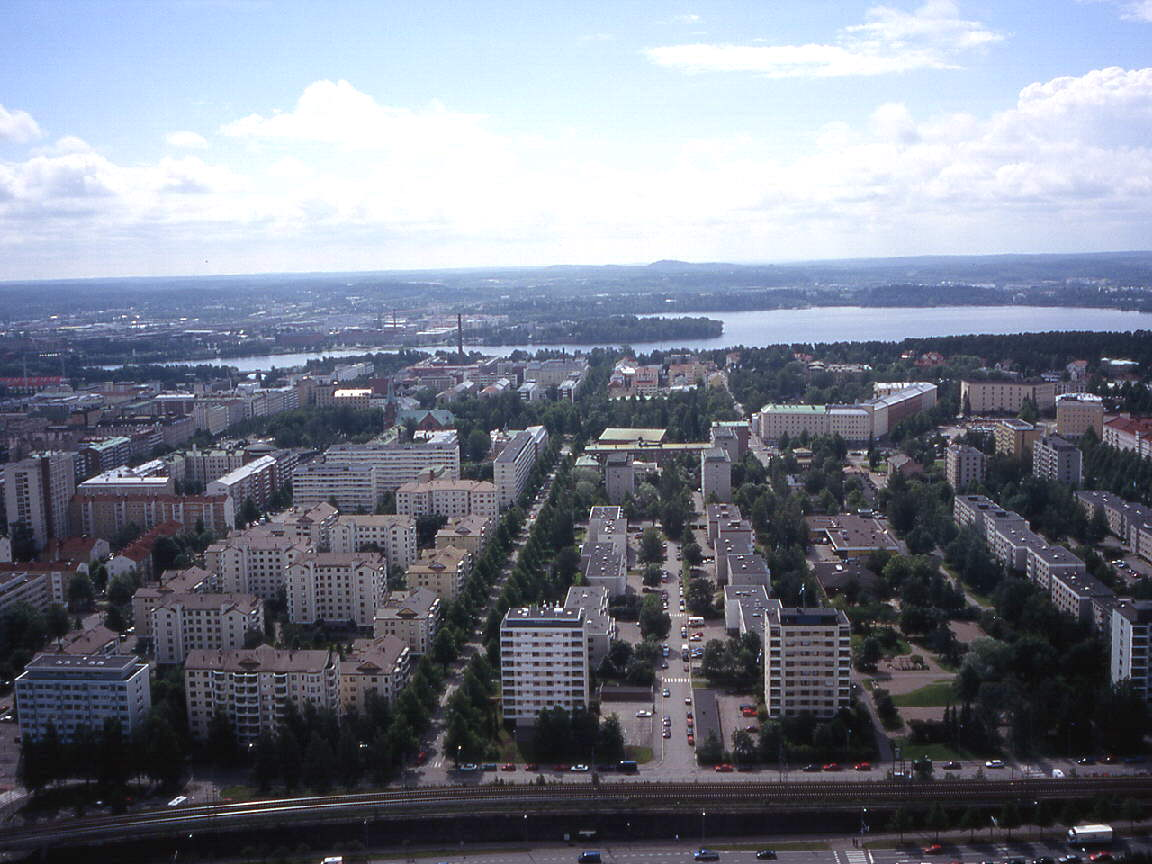
A belváros a Tammerkoskitól nyugatra

A belváros sakktáblaszerű elrendezésének tervei Carl Ludvig Engeltől származnak, ugyanakkor az épületek többsége 1900 utáni. A Központi tér nyugati részén található az 1890-ben elkészült neoreneszánsz stílusú városháza, ami ma már csak reprezentatív célokat szolgál.
Tampere főutcája a Hämeenkatu, ami a Központi téren halad át. Itt található az 1986-ban épült városi könyvtár és az 1881-ben elkészült Sándor-templom (Aleksanterin kirkko). befindet. Az utca keleti végén áll a vasútállomás. Szintén az utcában van az 1901-ben épült régi vásárcsarnok. A Tammerkoskin átvezető Häme hidat Wäinö Aaltonen négy szobra dísziti. Az 1929-ben készült szobrok a pirkkalai adószedőt, a kereskedtő, a vadászt és a finn hajadont ábrázolják.
A város ipari hagyományairól tanúskodnak a városközpontban lévő, vöröstéglából épült gyárak. A James Finlayson által alapított Finlayson üzem eredetileg pamutgyár volt. A Tampella egy nehézipari termékeket előállító vállalat volt, profiljában többek között mozdony- és fegyvergyártás is szerepelt. Ezek az épületek az ipari szerkezetváltás okán ma már döntően más funkciókat látnak el. Éttermek, múzeumok, mozi, kereskedelmi vállalatok irodái, szórakozóhelyek találhatók bennük.

### Templomok
Tamperében többféle vallási felekezetnek is van temploma. A központi téren található az 1824-ben épült empire stílusú Ótemplom (Vanha Kirkko, a helyi svéd lutheránus közösség használatában), továbbá a városban található egy ortodox templom és egy katolikus templom is.
A Tamperei székesegyház (Tuomiokirkko) a tamperei püspökség székhelye, amely a városközpont szélén, a vasútállomás mellett található. 1902–1907 között épült a finn nemzeti romantika stílusában; tervezője Lars Sonck volt. Az oltáron látható Feltámadás-freskó Magnus Enckell, a többi díszítés Valter Jung műve.
1964–1966 között épült Kaleva városrész temploma (Kalevan kirkko), melynek alaprajza halat formáz. Tervezői Reima Pietilä és Raili Paatelainen voltak. Az épületet kívülről sárga kerámia borítja.

### Parkok
A leghíresebb látnivalók a Särkänniemi szórakoztató park,  benne delfináriummal, valamint a jellegzetes Näsinneula kilátótorony, tetején forgó étteremmel.
A Pispala a Näsijärvi és Pyhäjärvi tavak között található. A 19. század végén és 20. század elején a munkások többsége itt lakott. Napjainkban népszerű lakónegyed és a szomszédos Pyynikkivel együtt Tampere fontos történelmi városrésze.

### Sport

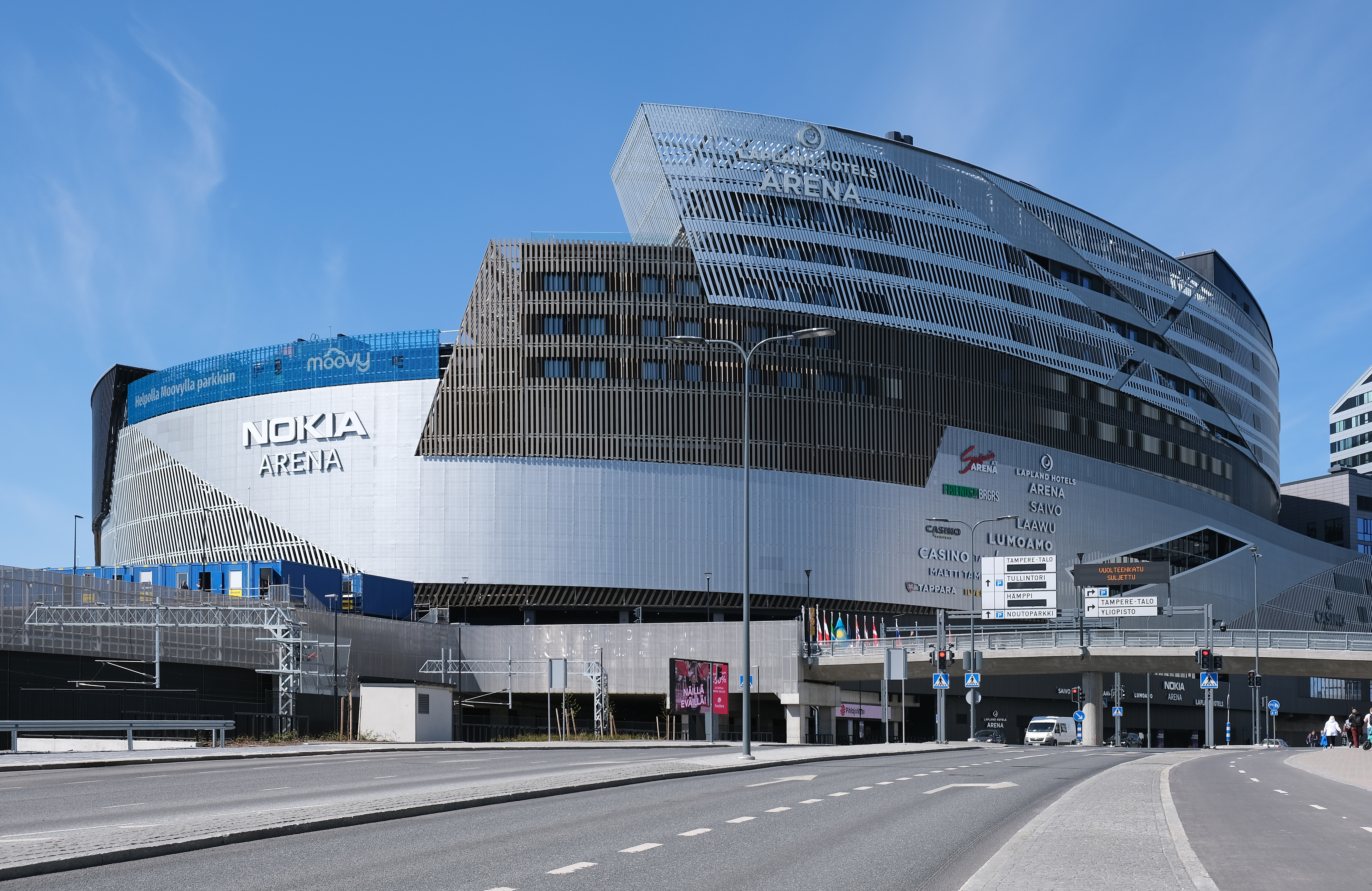
Új Nokia Aréna (más néven Tampere fedélzeti aréna) jégkorongmérkőzések és koncertek helyszíneként

Tampere két jégkorongcsapata a Tappara és az Ilves. Mindkettő Finnország legsikeresebb csapatai közé tartozik. A futball is egyre népszerűbb, a város csapata, Tampere United, megnyerte a 2001-es finn bajnokságot.

### Gasztronómia
Helyi ételspecialitás a mustamakkara, ami egyfajta véreshurka, amit vörösáfonya-lekvárral szoktak enni. A vásárcsarnokban, a pyhäjärvi kikötőben vagy a tammelai piacon kapható, de nagyobb szupermarketekben is. További helyi különlegesség a kelesztett kenyér, tamperei dialektusban „riävä”.

## Híres emberek
- Minna Canth (1844–1897) író, költő
- Raimo Helminen (1964–) jégkorongozó
- Kiira Korpi (1988–) műkorcsolyázó
- Väinö Linna (1920–1992) író
- Mana (1979–) dobos (Lordi)
- Jari Niinimäki (1957–2023) válogatott labdarúgó
- Kalle Päätalo (1919–2000) író

## Testvérvárosok
| - Brassó, Románia - Chemnitz, Németország - Essen, Németország - Kaunas, Litvánia - Kijev, Ukrajna - Kópavogur, Izland - Linz, Ausztria - Łódź, Lengyelország |  | - Miskolc, Magyarország - Nyizsnyij Novgorod, Oroszország - Norrköping, Svédország - Odense, Dánia - Olmütz, Csehország - Syracuse, Egyesült Államok - Tartu, Észtország - Trondheim, Norvégia |

## Fordítás
- Ez a szócikk részben vagy egészben  a   Tampere című angol Wikipédia-szócikk ezen változatának fordításán alapul.  Az eredeti cikk szerkesztőit annak laptörténete sorolja fel. Ez a jelzés csupán a megfogalmazás eredetét és a szerzői jogokat jelzi, nem szolgál a cikkben szereplő információk forrásmegjelöléseként.
- Ez a szócikk részben vagy egészben  a   Tampere című német Wikipédia-szócikk ezen változatának fordításán alapul.  Az eredeti cikk szerkesztőit annak laptörténete sorolja fel. Ez a jelzés csupán a megfogalmazás eredetét és a szerzői jogokat jelzi, nem szolgál a cikkben szereplő információk forrásmegjelöléseként.